# 伊夫伎一雄
伊夫伎 一雄（いぶき かずお、1920年7月8日- 2009年9月2日 ）は、日本の経営者。三菱銀行頭取を務めた。東京都出身。

## 経歴・人物
滋賀県で伊夫伎神社の神官の家柄で生まれた。1943年に東京帝国大学経済学部商業学科を卒業し、同年に三菱銀行に入行した。海軍経理学校に入学し、短期現役海軍主計科士官を務めた。戦後は三菱銀行に復帰し、1972年11月に取締役に就任し、1976年6月に常務、1979年6月に専務、1982年12月に副頭取を経て、1986年6月に頭取に就任した。1990年6月に会長に就任し、1996年4月に東京三菱銀行相談役を経て、2000年7月から特別顧問を務めた。
頭取を務めていた時期はちょうどバブル景気で他行がノンバンクや不動産関連融資に注力する中で、これらへの融資に慎重な姿勢を取り、現実な経営でバブル崩壊後も比較的に安定した財務を維持することができた。1989年に邦銀では初めてニューヨーク証券取引所への上場を果たした。
1988年から全国銀行協会連合会会長を務め、三菱グループのリーダーとしても活躍した。
1989年にバンカー・オブ・ザ・イヤーに授賞し、1991年に経営者賞に授賞し、1991年4月に勲一等瑞宝章を受章した。
2009年9月2日肺炎のために死去。89歳没。